# Quiina
Quiina är ett släkte av tvåhjärtbladiga växter. Quiina ingår i familjen Ochnaceae.

## Dottertaxa tillQuiina, i alfabetisk ordning[1]
- Quiina amazonica
- Quiina attenuata
- Quiina berryi
- Quiina blackii
- Quiina brevensis
- Quiina cajambrensis
- Quiina cidiana
- Quiina colonensis
- Quiina congesta
- Quiina cruegeriana
- Quiina duckei
- Quiina florida
- Quiina gentryi
- Quiina glaziovii
- Quiina grandifolia
- Quiina guaporensis
- Quiina guianensis
- Quiina indigofera
- Quiina integrifolia
- Quiina jamaicensis
- Quiina juruana
- Quiina klugii
- Quiina leptoclada
- Quiina longifolia
- Quiina macrophylla
- Quiina magallano-gomesii
- Quiina maguirei
- Quiina maracaensis
- Quiina multiflora
- Quiina negrensis
- Quiina nitens
- Quiina obovata
- Quiina oiapocensis
- Quiina paraensis
- Quiina parvifolia
- Quiina peruviana
- Quiina piresii
- Quiina pteridophylla
- Quiina pubescens
- Quiina rhytidopus
- Quiina rigidifolia
- Quiina schippii
- Quiina sessilis
- Quiina ternatiflora
- Quiina tessmannii
- Quiina tinifolia
- Quiina wurdackii
- Quiina yatuensis
- Quiina zamorensis